# Эрхард, Людвиг
Людвиг Вильгельм Эрхард (нем. Ludwig Wilhelm Erhard; 4 февраля 1897, Фюрт, Средняя Франкония, Королевство Бавария, Германская империя — 5 мая 1977, Бонн, ФРГ) — западногерманский политический и государственный деятель, экономист, федеральный канцлер ФРГ (1963—1966). Основное действующее лицо послевоенных экономических реформ в ФРГ.
Также, первый министр экономики (1949—1963) и вице-канцлер ФРГ (1957—1963), председатель партии Христианский-демократический союз (1966—1967), депутат Бундестага (1966—1977). Обладатель Ордена «За заслуги перед Федеративной Республикой Германия» (1953).
Эрхарда называют отцом экономической системы ФРГ, известной как «социальная рыночная экономика», которую он ввел как министр экономики, однако его фактический вклад в экономический подъём спорен.

## Биография
Родился Людвиг Эрхард в Баварии в семье мелкого предпринимателя. Отец католик, мать — протестантка-евангелистка. Отец позволил жене воспитать детей в своей вере. Впоследствии Эрхард, оставаясь протестантом, прекрасно сотрудничал с католиками в христианско-демократических кругах.
Эрхард получил среднее образование в Фюрте и Нюрнберге, в Первую мировую войну воевал в гаубичной артиллерии. В 1918 году он получил ранение — перелом левого плеча со значительной атрофией левой руки. После семи операций был поставлен диагноз, он был признан негодным к физической работе. Это был основной фактор, препятствовавший Эрхарду в ближайшее время заниматься предприятием его отца. Ранение было вторым сильным ударом по здоровью Эрхарда: в трёхлетнем возрасте он перенёс полиомиелит, после чего у него пожизненно осталась деформированной правая нога.

### Становление
Экономику Эрхард изучал сначала в Высшей торговой школе в Нюрнберге, закончив её в 1922, поступил во Франкфуртский университет. Эрхард вспоминал впоследствии, что когда он учился в университете во Франкфурте, то был абсолютно одинок. Чтобы не забыть звук собственного голоса, ему приходилось уходить в парк и подолгу разговаривать вслух с самим собой. Но он преодолел «потерянность» и стал одним из самых интегрированных в общественную жизнь немцев своего времени. Став студентом и столкнувшись с низким качеством преподавания экономики во Франкфуртском университете, Эрхард отправился в деканат, набрался смелости и спросил, где здесь всё-таки можно получить науку. Ему ответили, что есть один человек, которого зовут Франц Оппенгеймер. Эрхард пошёл к нему и с тех пор считал Оппенгеймера одним из лучших немецких учёных-экономистов, человеком, заложившим основы либерального мировоззрения в Германии.
После защиты диссертации в 1925 начал работать ассистентом в Нюрнбергском институте экономических исследований.
Затем он стал заместителем директора Института. В 1942 г. из-за разногласий с нацистами ему пришлось покинуть Институт. С 1943 г. Эрхард стал руководителем небольшого исследовательского центра, который был сформирован под крышей «имперской группы промышленности». Здесь основное внимание уделялось разработке экономической реформы, которая понадобится после того, как рухнет нацистский режим.

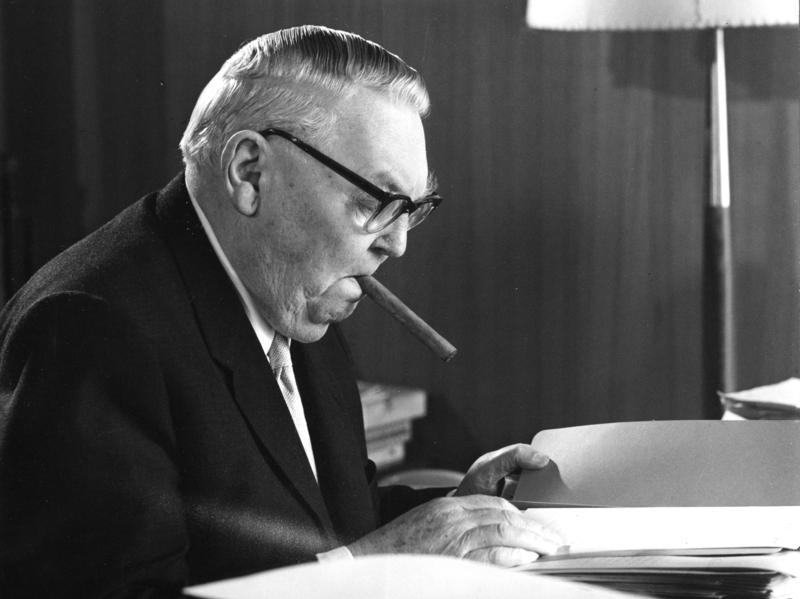

### В органах управления экономикой западной зоны оккупации
В сентябре 1945 г. он — государственный министр экономики Баварии, затем начальник особого отдела по вопросам денег и кредита при Экономическом совете Бизонии, а в марте 1948 г. — директор Экономического управления Бизонии.
Уже в 1946 году, будучи министром экономики Баварии, Эрхард активно настаивал на проведении реформ. Реформы были объявлены 18-20 июня 1948 г., причём Эрхард осуществил свои личные действия по либерализации германской экономики. Американский вариант предполагал введение вместо рейхсмарок стабильной валюты (введённые в ходе реформы немецкие марки использовались до перехода на евро). Эрхард же одновременно с этим отменил государственное планирование и централизованное ценообразование на большую часть товаров, предоставив немецким предприятиям полную свободу деятельности.
Эрхард продолжал придерживаться либеральных позиций и выступал за финансовую стабильность, несмотря на серьёзные трудности 1948-49 гг. и жёсткое сопротивление социал-демократов.

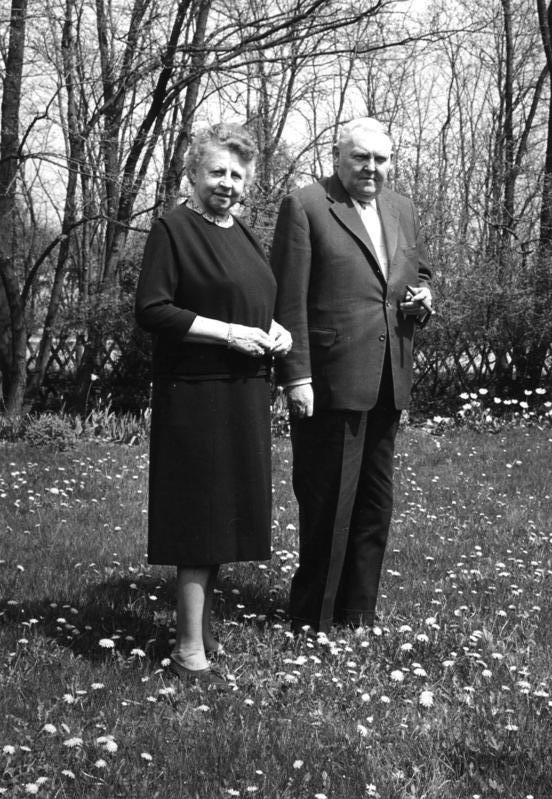
Людвиг Эрхард со своей женой Луизой. 1963

### В правительстве ФРГ
После образования ФРГ Эрхард — христианский демократ, министр экономики в правительстве Конрада Аденауэра (1949—1963) и его преемник на посту федерального канцлера (1963—1966). Он много сделал для «экономического чуда» ФРГ.
Судьба реформы решилась после начала Корейской войны. Цены на сырьё, импортируемое немецкой промышленностью, выросли в среднем на 67 %, тогда как цены на готовую продукцию, экспортируемую из страны, — только на 17 %. Обеспечить быстрый экономический рост можно было только за счёт захвата внешнего рынка и вытеснения с него конкурентов. Если бы промышленность в этот момент не оказалась конкурентоспособной, кризис мог бы только ухудшить хозяйственное положение. Паника, связанная с ожиданием новой глобальной войны, вызвала покупательский ажиотаж. Между канцлером Аденауэром и министром экономики возник острый конфликт, вышедший за пределы узкого партийного руководства. Пришлось пойти на компромиссы, допустив нелиберальные ограничения во внешнеэкономической сфере. Это позволило выиграть время. А затем война стала работать на Германию. Стабильная экономика с дешёвой рабочей силой стала наполнять мировой рынок, остро нуждающийся в товарах, своей продукцией. Благодаря низким налогам темп роста германского ВВП в 50-х гг. оказался самым высоким среди развитых стран, а темпы роста цен — самыми низкими.
Эрхард полностью отказался от манипуляций с регулированием, столь популярных на Востоке и активно использовавшихся его предшественниками в Германии. Он строго определил Германию как страну западной культуры и рыночной экономики, сделав её одним из столпов «общего рынка».

#### Федеральный канцлер
В 1963 году, когда Аденауэр ушёл на пенсию, Эрхард стал его преемником на посту канцлера. Однако, прямолинейность Эрхарда, хорошо срабатывавшая в годы острых конфликтов под прикрытием, обеспечиваемым старым канцлером, совершенно не годилась для того, чтобы стать основным курсом новой эпохи. В 1966 г. соратники фактически вынудили его подать в отставку.
Внутри страны во времена канцлера Эрхарда был проведен ряд прогрессивных реформ. В сфере социального обеспечения жилищная помощь была введена в 1965 году.
Эрхард, в отличие от Аденауэра, пытался вести диалог с СССР в надежде, что это повлияет на объединение двух германских государств. Цель Эрхарда совпадала с переосмыслением Никиты Хрущевым его отношений с Западной Германией. Советский лидер тайно поощрял Эрхарда представить реалистичное предложение и официально принял приглашение канцлера посетить Бонн. Однако в октябре 1964 года Хрущев был отстранён от власти, и ничего не возникло из идеи Эрхарда о воссоединении Германии. Возможно, важнее то, что Советский Союз получил огромное количество займов от международных денежных рынков к концу 1964 года и больше не испытывал потребности в деньгах Эрхарда.
При правительстве Эрхарда ФРГ полностью восстановили дипломатические отношения с государством Израиль.
Вплоть до самой своей смерти в 1977 г. Эрхард оставался старейшим депутатом Бундестага.

## Семья
Жена — Луиза Эрхард (1893—1975), в девичестве Лоттер, экономист. В 1914 вышла замуж за адвоката Фридриха Шустера, погибшего через год на фронте. От первого брака у неё была дочь Элеонора. В 1923 году вышла замуж за Эрхарда, до брака была подругой его сестры. В браке с Эрхардом родила дочь Элизабет-Фредерику (1925—1996).
С 1953 года и почти до своей смерти Эрхард жил со своей семьей в Гмунд-ам-Тегернзе (Бавария). Людвиг, как и его жена и дети, были членами лютеранской церкви Германии.

## Историческая роль

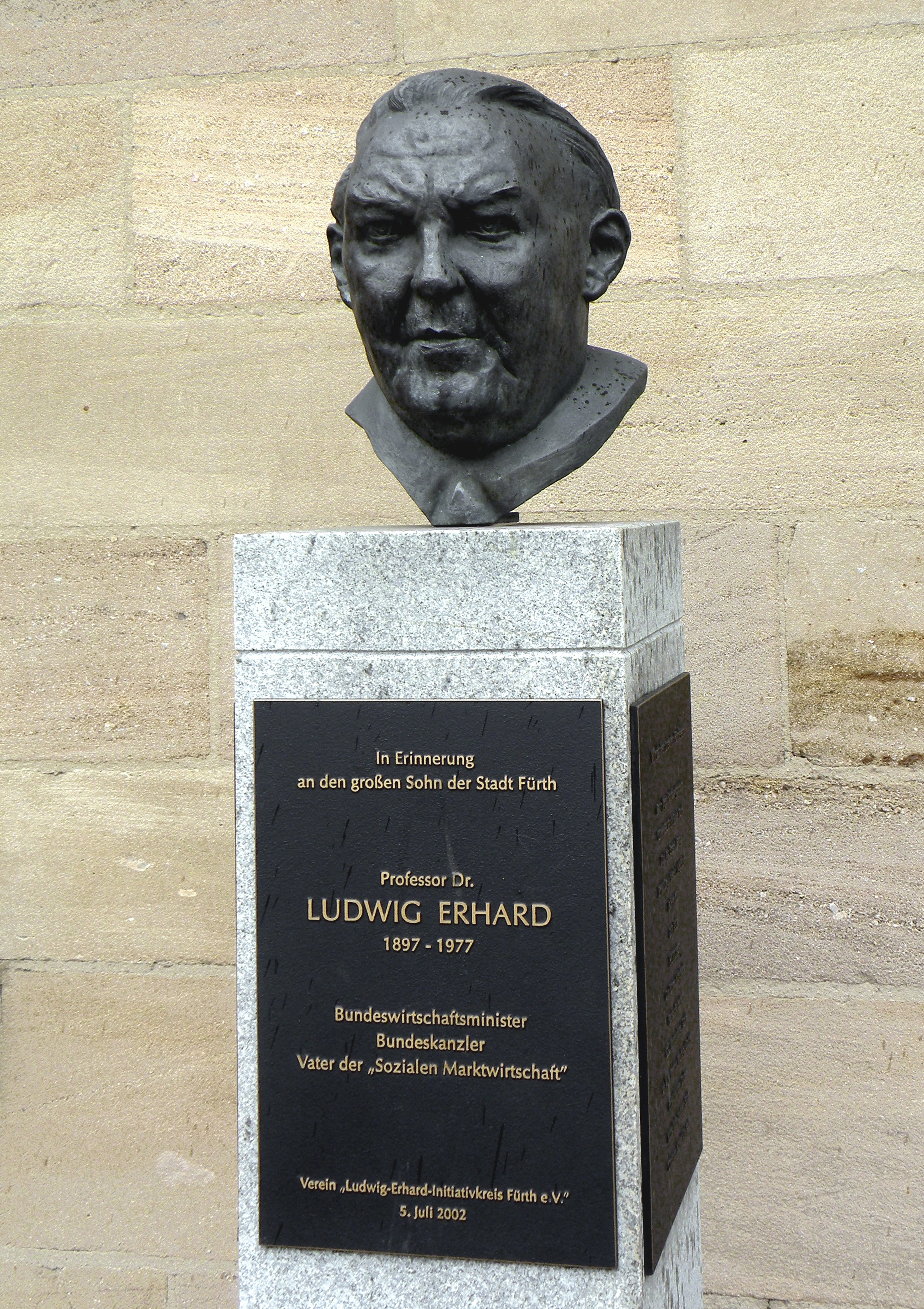
Людвиг Эрхард. Памятник в Фюрте

Эрхард — первый в мире либеральный реформатор нового типа. Ему пришлось работать в условиях, когда государственное вмешательство в экономику стало реальностью.
Он понимал, что в условиях значительного влияния социалистических идей не обойтись без использования широких мер по социальной защите населения и без применения этатистской риторики. Но важным для Эрхарда было сохранение хозяйственной свободы и финансовой стабильности. Централизм и инфляция являлись его главными врагами. Эрхард стремился минимизировать проявления этатизма, но не бороться с той силой, которую разумнее было поставить на свою сторону. В этом состояла суть стратегии, получившей название «социальное рыночное хозяйство». Упор в нём делался на «рыночное», а отнюдь не на социальное обеспечение. Эрхард всегда стремился разъяснять народу специфику проводимого им курса вместо того, чтобы заниматься столь популярной в XX веке демагогией. «Я готов, — отмечал он, — уговаривать каждого отдельного германского гражданина до тех пор, пока он не устыдится, что не поддерживает усилия, направляемые на поддержание устойчивости валюты». «Стоило Людвигу Эрхарду, — вспоминал лидер ХСС Ф.-Й. Штраус, — заговорить о своём любимом детище — рыночном хозяйстве, теме, занимавшей все его помыслы, как в нём просыпался блестящий оратор, увлекающий и заражающий энтузиазмом слушателей… Он владел искусством убеждать, вызывал доверие к себе, завоёвывал сторонников…».

## Награды
Награды Германии
| Страна   | Дата        | Награда                                                                             | Награда                                                                             | Литеры |
| -------- | ----------- | ----------------------------------------------------------------------------------- | ----------------------------------------------------------------------------------- | ------ |
| Германия | 1953        | Кавалер Большого креста ордена «За заслуги перед Федеративной Республикой Германия» | Кавалер Большого креста ордена «За заслуги перед Федеративной Республикой Германия» |        |
| Бавария  | 3 июля 1959 | Кавалер Баварского ордена «За заслуги»                                              | Кавалер Баварского ордена «За заслуги»                                              |        |

Награды иностранных государств
| Страна     | Дата вручения   | Награда                                                                   | Награда                                                                   | Литеры |
| ---------- | --------------- | ------------------------------------------------------------------------- | ------------------------------------------------------------------------- | ------ |
| Италия     | 27 февраля 1955 | Кавалер Большого креста ордена «За заслуги перед Итальянской Республикой» | Кавалер Большого креста ордена «За заслуги перед Итальянской Республикой» |        |
| Перу       | 1960            | Кавалер Большого креста ордена Солнца Перу                                | Кавалер Большого креста ордена Солнца Перу                                |        |
| Испания    | 1961            | Кавалер Большого креста ордена Изабеллы Католической                      | Кавалер Большого креста ордена Изабеллы Католической                      |        |
| Португалия | 29 мая 1961     | Кавалер Большого креста Военного ордена Меченосцев Святого Иакова         | Кавалер Большого креста Военного ордена Меченосцев Святого Иакова         | GCSE   |

## Память
- Фонд Людвига Эрхарда[англ.] награждает медалью Людвига Эрхарда за заслуги в социальной рыночной экономике и премией Людвига Эрхарда за деловую журналистику.
- Премией имени Фюрта Людвига-Эрхарда[нем.] Ludwig-Erhard-Initiativkreis Fürth отмечает диссертации по экономике, «в которых всё больше учитываются факторы инноваций, практической значимости, осуществимости, экономической выгоды и влияния на людей в нашем обществе»[23].
- По случаю его 110-летия в 2007 году у входа Федерального министерства экономики в Берлине был установлен бюст, сделанный ахенским скульптором Вольфом Ритцем[24].

## Сочинения
- Полвека размышлений. Речи и статьи. — Ордынка, Наука, 1993. — 608 с.
- Благосостояние для всех Архивная копия от 5 января 2009 на Wayback Machine — М: Дело, 2001. — 352 с.